# Нюи-Сен-Жорж
Нюи́-Сен-Жорж (фр. Nuits-Saint-Georges) — коммуна во Франции, находится в регионе Бургундия. Департамент коммуны — Кот-д’Ор. Входит в состав кантона Нюи-Сен-Жорж. Округ коммуны — Бон. Код INSEE коммуны — 21464.
Коммуна, расположенная в самом центре винодельческой зоны Кот-д’Ор, известна в мире винного туризма как ключевое звено на маршруте «Винная дорога Бургундии». Всего в 2 км к северу находится деревня Вон-Романе со знаменитым виноградником Романе, а в 9 км к югу — виноградник Кортон, винам с которого якобы отдавал предпочтение Карл Великий.

## Население
Население коммуны на 2010 год составляло 5600 человек.
| 1962 | 1968 | 1975 | 1982 | 1990 | 1999 | 2010 |
| ---- | ---- | ---- | ---- | ---- | ---- | ---- |
| 3970 | 4330 | 5063 | 5459 | 5569 | 5574 | 5600 |

## Экономика
В 2010 году среди 3525 человек трудоспособного возраста (15—64 лет) 2712 были экономически активными, 813 — неактивными (показатель активности — 76,9 %, в 1999 году было 74,6 %). Из 2712 активных жителей работали 2448 человек (1273 мужчины и 1175 женщин), безработных было 264 (132 мужчины и 132 женщины). Среди 813 неактивных 268 человек были учениками или студентами, 315 — пенсионерами, 230 были неактивными по другим причинам.